# Killer Camp
Killer Camp is een Nederlands televisieprogramma van Skyhigh TV gebaseerd op het gelijknamige Amerikaanse Killer Camp.  Het programma wordt gepresenteerd door Ruud Smulders en is te streamen op Prime Video.

## Opzet
Onder leiding van kampleider Ruud Smulders gaan elf influencers op zomerkamp in Kamp Watervreugd. Hier doen zij activiteiten om geld te verdienen voor een pot. Wat ze niet weten is dat een van de deelnemers een moordenaar is. Elke avond vertelt Smulders aan het kampvuur een eng verhaal en hierna wordt een moordenaar, klusjesman Boris, aangestuurd om een van de kandidaten om te leggen. Als de overgebleven deelnemers weten te raden wie de moordenaar is gaan zij met de geldpot ervandoor, anders gaat deze naar de moordenaar.

## Seizoenen

### Seizoen 1
Het eerste seizoen van Killer Camp ging op 14 oktober 2022 van start op Prime Video. Aan het eerste seizoen deden de volgende influencers mee: Janice Blok, Thomas Brok (YouTuber), King Faisel (vlogger), Isadee Jansen (model), Leafs (rapper),  Antonie Lokhorst (TikTokker), Niek Marijnissen (voormalig De Bachelorette-kandidaat), Anna Nooshin, Iris Rulkens, Ouassima Tajmout (Radio-dj) en Marije Zuurveld (YouTuber). Aan het einde van het seizoen bleek dat Brok de moordenaar was en doordat de andere kandidaten dit niet wisten te raden, ging hij er met de geldpot vandoor.